# Пейн, Джон Олсоп
Джон О́лсоп Пейн (англ. John Alsop Paine, 14 января 1840 — 24 июля 1912) — американский ботаник, врач, антрополог и археолог.      

## Биография
Джон Олсоп Пейн родился 14 января 1840 года в Ньюарке.
С 1862 по 1867 год он работал в New York Board of Regents, чтобы проводить исследования флоры штата Нью-Йорк. 
Джон Олсоп Пейн умер 24 июля 1912 года.  

## Научная деятельность
Джон Олсоп Пейн специализировался на семенных растениях.  

## Некоторые публикации
- 1857. The eclipse of the sun of May 26, 1854. 10 pp.
- Sebastian c Adams, John Alsop Paine. 1883. A chronological chart of ancient, modern and biblical history. 1 pp.
- 1864. Questions on the Epistle to the Romans: for Bible classes and Sabbath school teachers. Ed. L.C. Childs. 348 pp.
- 1865. Catalogue of plants found in Oneida County and vicinity. 140 pp.
- 1866. Scolopendrium officinarum in western New York: probable determination of the original locality of Pursh. Ed. S. Converse. 283 pp.
- 1889. The pharaoh of the exodus and his son, in the light of their monuments. 789 pp.